# Ротень
Ротень, Ротені (рум. Roteni) — село у повіті Муреш в Румунії. Входить до складу комуни Акецарі.
Село розташоване на відстані 250 км на північний захід від Бухареста, 13 км на південний схід від Тиргу-Муреша, 89 км на південний схід від Клуж-Напоки, 114 км на північний захід від Брашова.

## Населення
За даними перепису населення 2002 року у селі проживали 814 осіб.
Національний склад населення села:
| Національність | Кількість осіб | Відсоток |
| -------------- | -------------- | -------- |
| угорці         | 796            | 97,8%    |
| цигани         | 10             | 1,2%     |
| румуни         | 8              | 1,0%     |

Рідною мовою назвали:
| Мова      | Кількість осіб | Відсоток |
| --------- | -------------- | -------- |
| угорська  | 773            | 95,0%    |
| циганська | 34             | 4,2%     |
| румунська | 7              | 0,9%     |